# George Friend
George Friend (* 19. Oktober 1987 in Barnstaple) ist ein ehemaliger englischer Fußballspieler. Der linke Außenverteidiger, der auch im Mittelfeld oder in der Innenverteidigung eingesetzt wurde, ließ sich beim niederklassigen Exeter City ausbilden.

## Sportlicher Werdegang

### Exeter City und Wolverhampton Wanderers
Der in der Grafschaft Devon geborene George Friend begann seine Laufbahn in der Jugendabteilung von Exeter City, einem englischen Traditionsklub, der zu diesem Zeitpunkt außerhalb des Profifußball der Football League spielte. Im März 2006 unterzeichnete er dort seinen ersten Vertrag, nachdem er zuvor zu Beginn der Saison 2005/06 bei Tiverton Town – einem ebenfalls unterklassigen Klub in Devon – erste Erfahrungen im Seniorenbereich gemacht hatte. Am 17. April 2006 debütierte er beim torlosen Remis für Exeter City gegen die Forest Green Rovers in der Football Conference.
Bevor seine Karriere in der Spielzeit 2007/08 durchstartete, durchlief er noch weitere Leihphasen beim Team Bath im Dezember 2006 und bei Folkestone Invicta. Bei den „Grecians“ in Exeter war der Linksverteidiger Friend einer der Schlüsselspieler in der Mannschaft, der zum Saisonende mit einem 1:0-Play-off-Finalsieg gegen Cambridge United im Wembley-Stadion die Rückkehr in den Profispielbetrieb der Football League gelang. Einen Namen machte sich Friend in der fünfthöchsten englischen Liga durch seine Kopfballstärke, gute Flanken und die technischen Fertigkeiten, die ihn aber gelegentlich auch zu einer phlegmatischen Spielweise verleiteten.
Friend absolvierte noch vier Meisterschaftsspiele für Exeter City zu Beginn der Saison 2008/09, bevor er am 1. September 2008 zum Zweitligisten Wolverhampton Wanderers wechselte. Er hatte bereits über einen längeren Zeitraum bei den „Wolves“ unter Beobachtung gestanden und das positive Urteil von Andrew Cassidy aus der Scouting-Abteilung veranlasste Trainer Mick McCarthy dazu, den Nachwuchsspieler mit einem Zweijahresvertrag – plus einer Option auf ein weiteres Jahr – auszustatten. Als Ablösesumme wurde ein Betrag in Höhe von 350.000 Pfund ausgehandelt, mit einer erfolgsabhängigen Erhöhung auf mögliche 500.000 Pfund.
Der Durchbruch in die Profimannschaft der Wolves blieb Friend in der Aufstiegssaison 2008/09 noch verwehrt. Er stand in sieben Pflichtspielen auf dem Feld und zu Beginn der Spielzeit 2009/10 ließ ihn die Vereinsführung nacheinander für jeweils einen Monat an die beiden Drittligisten FC Millwall und Southend United sowie später an den Zweitligisten Scunthorpe United ziehen.
Mit Ausnahme eines „Überraschungsauftritts“ bei Manchester United, als Trainer McCarthy seine leistungsstärkste Mannschaft schonte, lief Friend für die Wolves in keinem weiteren Spiel mehr auf. Vielmehr half er seinem Ex-Klub Exeter City, das mittlerweile in die dritte Liga aufgestiegen war, ab März 2010 im Abstiegskampf aus und gestaltete diesen erfolgreich. 

### Doncaster Rovers und FC Middlesbrough
Zu Beginn der Saison 2010/11 unterzeichnete Friend anschließend beim Zweitligisten Doncaster Rovers einen neuen Zweijahreskontrakt. Mit seiner neuen Mannschaft sicherte er sich im ersten Jahr knapp den Klassenerhalt, ehe in der Football League Championship 2011/12 der Abstieg als Tabellenletzter in die dritte Liga erfolgte.
Ende Juli 2012 gab der Zweitligist FC Middlesbrough die Verpflichtung des 24-Jährigen mit einer dreijährigen Vertragslaufzeit bekannt. Die folgenden zwei Spielzeiten verbrachte der Stammspieler George Friend mit seinem Team im Tabellenmittelfeld, gesteigert wurde dies in der Football League Championship 2014/15, als Middlesbrough die Saison als Tabellenvierter beendete. In den Play-offs zog das Team nach einem Halbfinalerfolg über den FC Brentford ins Finale ein, verlor dieses jedoch mit 0:2 gegen Norwich City und verpasste daher die Rückkehr in die Premier League. In der Folgesaison steigerte der Verein diese Leistung noch einmal und sicherte sich als Vizemeister hinter dem FC Burnley den Aufstieg. Der Aufenthalt in der höchsten englischen Spielklasse beschränkte sich jedoch auf nur eine Spielzeit, da der Aufsteiger als Tabellenvorletzter direkt wieder aus der Premier League 2016/17 abstieg. Es folgten drei Jahre in der zweiten englischen Liga, in denen dem Verein der erneute Aufstieg verwehrt blieb.

### Birmingham City
Nach acht Jahren in Middlesbrough entschied sich der 32-Jährige gegen eine Vertragsverlängerung und wechselte für zunächst zwei Jahre zum Ligarivalen Birmingham City. In seinem neuen Verein traf er auf Trainer Aitor Karanka, mit dem er 2015/16 in die erste Liga aufgestiegen war.